# Nierada (gromada)
Nierada – dawna gromada, czyli najmniejsza jednostka podziału terytorialnego Polskiej Rzeczypospolitej Ludowej w latach 1954–1972.
Gromady, z gromadzkimi radami narodowymi (GRN) jako organami władzy najniższego stopnia na wsi, funkcjonowały od reformy reorganizującej administrację wiejską przeprowadzonej jesienią 1954 do momentu ich zniesienia z dniem 1 stycznia 1973, tym samym wypierając organizację gminną w latach 1954–1972.
Gromadę Nierada z siedzibą GRN w Nieradzie utworzono – jako jedną z 8759 gromad na obszarze Polski – w powiecie częstochowskim w woj. stalinogrodzkim, na mocy uchwały nr 17/54 WRN w Stalinogrodzie z dnia 5 października 1954. W skład jednostki wszedł obszar dotychczasowej gromady Nierada ze zniesionej gminy Hutki oraz kolonia Michałów z dotychczasowej gromady Bargły i kolonia Młynek z dotychczasowej gromady Poczesna ze zniesionej gminy Poczesna w tymże powiecie. Dla gromady ustalono 9 członków gromadzkiej rady narodowej.
20 grudnia 1956 województwo stalinogrodzkie przemianowano (z powrotem) na katowickie.
31 grudnia 1959 gromadę zniesiono, a jej obszar włączono do gromad Hutki (wieś Nierada) i Poczesna (wieś Mazury wraz z przysiółkami Michałów i Młynek) w tymże powiecie.